# Rozovoe vino
Rozovoe vino (in russo Розовое вино?) è un singolo dei rapper russi Ėldžej e Feduk, pubblicato il 4 agosto 2017.
È stato riconosciuto col premio RU.TV al miglior debutto ed è stato candidato sia alla gala di Muz-TV per la canzone dell'anno che per il premio Viktorija alla hit dance dell'anno.

## Descrizione
Rozovoe vino è un brano dalle sonorità hip house ed è basato su un beat realizzato da Valentin Filatov, in arte Empaldo Beats, nell'arco di un quarto d'ora; tuttavia, il produttore ha dichiarato di aver rinunciato ai diritti della suddetta canzone e di altre composizioni destinate allo stesso Ėldžej.

## Video musicale
Il video musicale, diretto da Alina Pjazok e girato in Malaysia, è stato reso disponibile il 14 novembre 2017.

## Tracce
Testi e musiche di Aleksej Konstantinovič Uzenjuk e Fëdor Andreevič Insarov.
1. Rozovoe vino – 4:06

## Successo commerciale
Rozovoe vino ha debuttato all'89ª posizione della classifica polacca con i dati radiofonici della settimana dal 23 giugno al 29 giugno 2018. La settimana successiva è salita fino al 57º posto e ha gradualmente raggiunto la 18ª posizione. Grazie alle 10 000 unità vendute in territorio polacco è stata certificata disco d'oro dalla Związek Producentów Audio-Video il 24 ottobre 2018. È stata anche una delle sette canzoni col maggior numero di stream accumulati in territorio polacco durante l'anno su Spotify.

## Classifiche

### Classifiche settimanali
| Classifica (2017-25) | Posizione massima |
| -------------------- | ----------------- |
| Lettonia             | 3                 |
| Moldavia             | 48                |
| Polonia              | 18                |
| Russia               | 12                |
| Ucraina              | 114               |

### Classifiche di fine anno
| Classifica (2017) | Posizione |
| ----------------- | --------- |
| Russia            | 84        |
| Classifica (2018) | Posizione |
| Estonia           | 35        |
| Russia            | 98        |
| Classifica (2019) | Posizione |
| Lettonia          | 59        |
| Classifica (2024) | Posizione |
| Moldavia          | 116       |

### Classifiche di fine decennio
| Classifica (2020-29) | Posizione |
| -------------------- | --------- |
| Moldavia             | 37        |

## Cover
Nel dicembre 2024 Filipp Kirkorov ne ha inciso una cover, intitolata Fioletovaja vata e riconosciuta con un premio Muz-TV.